# Bryobia dekocki
Bryobia dekocki är en spindeldjursart som beskrevs av Eyndhoven och Vacante 1985. Bryobia dekocki ingår i släktet Bryobia och familjen Tetranychidae. Inga underarter finns listade.